# Benthomodiolus
Benthomodiolus is een geslacht van tweekleppigen uit de familie van de Mytilidae.

## Soorten
- Benthomodiolus abyssicola (Knudsen, 1970)
- Benthomodiolus erebus Oliver, 2015
- Benthomodiolus geikotsucola Okutani & Miyazaki, 2007
- Benthomodiolus lignocola Dell, 1987